# 4448 Phildavis
4448 Phildavis је астероид главног астероидног појаса чија средња удаљеност од Сунца износи 2,547 астрономских јединица (АЈ).
Апсолутна магнитуда астероида је 12,0.